# Glycomonada
A Glycomonada Thomas Cavalier-Smith által javasolt bazális Euglenozoa-klád. Mivel az Euglenozoa bazális eukarióta klád lehet, a Glycomonada vizsgálata fontos lehet az eukarióták tanulmányozásában, beleértve az eukarióta jellemzők, például az Alphaproteobacteria-eredetű mitokondriumok megjelenését.

## Történet

### A leírás előtt
Első leírt osztálya a Kinetoplastea, melyet Honigberg írt le, Margulis 1974-ben sorolta át osztállyá, és meghatározását Vickerman egészítette ki 1976-ban. A Diplonemea osztályt egyetlen rendjével, a Diplonemidával és a Diplonemidae családdal együtt Cavalier-Smith írta le 1993-ban, másik családját 2016-ban írta le.

### A leírástól
Cavalier-Smith 2016-ban hozta létre altörzsként 2 osztállyal – ezek a Kinetoplastea és a Diplonemea –, miután 187 génes filogenetikai fák alapján testvérosztályoknak mutatta ki. A csoportot a szintén általa feltételezett Eozoa csoportba sorolta.

## Genetika
Ősi intronszerkezete ismeretlen. A Trypanosoma borreli PAP1 és RBP20 génjeiben nincs intron, azonban más Kinetoplastida-fajokban van. A Kinetoplastida utolsó közös ősében 7 „ősi” 0. fázisbeli intron tűnt el a Glycomonada utolsó közös őséhez képest.
Az ősi PAM18 és feltehetően a PAM16 géneket a Glycomonadában a PAM27 válthatta fel, mivel ez utóbbinak egy Diplonema-fajban megtalálható ortológja. Ez magyarázhatja az egy TIM-komplexre való váltást is.
A Kinetoplastida kinetoplaszttal rendelkezik, mely önálló DNS-t (kinetoplaszt-DNS, röviden kDNS) tartalmaz. Mitokondriumaiban jelentős RNS-szerkesztés történik, az mtDNS gyakran több heterogén körből áll. RNS-ei jelentős RNS-szerkesztésen, például uridininzertáción vagy -deléción mennek keresztül.
A töredezett génekből álló Diplonemidae-szerű mitokondriális génszerkezet egysejtes genomelemzés alapján ősi jellemző lehet, a Kinetoplastida génszerkezete ebből fejlődött ki. Például a SAG D1 génjei hasonlóan töredezettek. Ez alapján a Kinetoplastida összetett genomja és RNS-szerkesztése a Diplonemidához hasonlóbb ősi állapotból alakulhatott ki, mely transz-splicinggal hozott létre érett RNS-eket.

## Filogenetika
A Diplonemidae és a Kinetoplastida a klád tagjai.
Lehetséges testvércsoportja a Postgaardea.

## Morfológia
Glikoszómákkal rendelkezhet, melyek glikolitikus enzimeket tartalmazó peroxiszómák, szemben a többi ismert eukariótával, ahol a glikolízis citoszolikus. E fogalmat először Scott és Still használta 1968-ban, miután kimutatták, hogy a glikogén dinamikus.
Sejtgaratja 4–8 középső mikrotubulusát sűrű anyag erősíti meg, hozzájuk közel kevésbé megerősített mikrotubulusokkal (párhuzamos mikrotubuluskör), melyek gyakran párbeli vékony lapokkal és ventrális külső mikrotubulussávval alkotnak párt. A pellikula mikrotubulusai keresztkötéses fűzőt alkotnak, és hátul indulnak ki. Sejtszája a kiemelkedő apikális orr tetején van, tőle balra és jobbra állkapocsszerű cementek támasztják az ajkakat, ezek a sejtszájhoz közel véget érő laterális sűrű hasábokhoz kapcsolódnak; és az ostormélyedéstől rövid preorális csúcs választja el.
Egyes Trypanosomatida-fajok nem rendelkeznek sejtgarattal és hozzá tartozó mikrotubulusokkal.

### Mozgás
Elülső ostoron siklás ismeretlen a kládban, egyes Neobodonidae-fajok a hátulsó ostoron siklanak.

## Életmód
A Diplonema papillatum alacsony és magas oldott oxigéntartalmú vízben egyaránt él: nappal a fotoszintézis által termelt oxigént használja fel zooplanktonként, éjjel viszont a sejtlégzés csökkenti a víz oxigéntartalmát. Azonban oxigénminimum-zónákban is ismert, így adaptálódhatott a változó oxigénkoncentrációhoz.
Hipoxia esetén rozettákat képezhetnek egyes fajai, melyek tagjai egymáshoz hátulsó végeikkel tapadnak.
Feltehetően ősi jellege a fagotrófia.

## Jelentőség

### Kutatás
A Diplonema papillatum génjei in situ módosításával és jelölésével alkalmassá vált a klád anyagcseréjének vizsgálatára. Egyes Kinetoplastida-fajok, például a Perkinsela Paramoebidae-fajok endoszimbiontái. Ez a PLO (Perkinsela-szerű sejtszervecske, korábban paraszóma). E sejtszervecskék nincsenek parazitatartó membránba zárva.

### Egészségügy
A Trypanosoma brucei az afrikai (T. b. gambiense (98%), T. b. rhodesiense (2%)) és az állatálomkór (T. b. brucei) okozója. Az ellene való gyógyszerek fejlesztése 2012-ben folyamatban volt, mivel a meglévő gyógyszerek mellékhatásai súlyosak, akár halálosak is lehetnek. A vér–agy gáton könnyen átjut, lehetővé téve az agyi parenchimába jutást. A Trypanosoma cruzi a sejten belül és kívül szaporodó T. bruceival szemben elsősorban sejten belüli parazita.